# Anna Drabarek
Anna Maria Drabarek – polska filozof, doktor habilitowany nauk humanistycznych.

## Życiorys
W 1977 r. ukończyła studia filologii polskiej na Uniwersytecie Marii Curie-Skłodowskiej w Lublinie, w 1987 r. obroniła pracę doktorską pt. Etyka szkoły lwowsko-warszawskiej, której promotorem był prof. Stanisław Jedynak, w 2000 r. habilitowała się na podstawie pracy zatytułowanej O poznawaniu dobra moralnego. Różne rozumienie intuicji w etyce polskiej. 
Została pracownikiem naukowym na Akademii Pedagogiki Specjalnej im. Marii Grzegorzewskiej, na Uniwersytecie Marii Curie-Skłodowskiej w Lublinie, w Warszawskiej Uczelni Medycznej im. Tadeusza Koźluka, w Uczelni Łazarskiego w Warszawie, na Politechnice Warszawskiej, oraz w Akademii Obrony Narodowej.